# Martha Issová

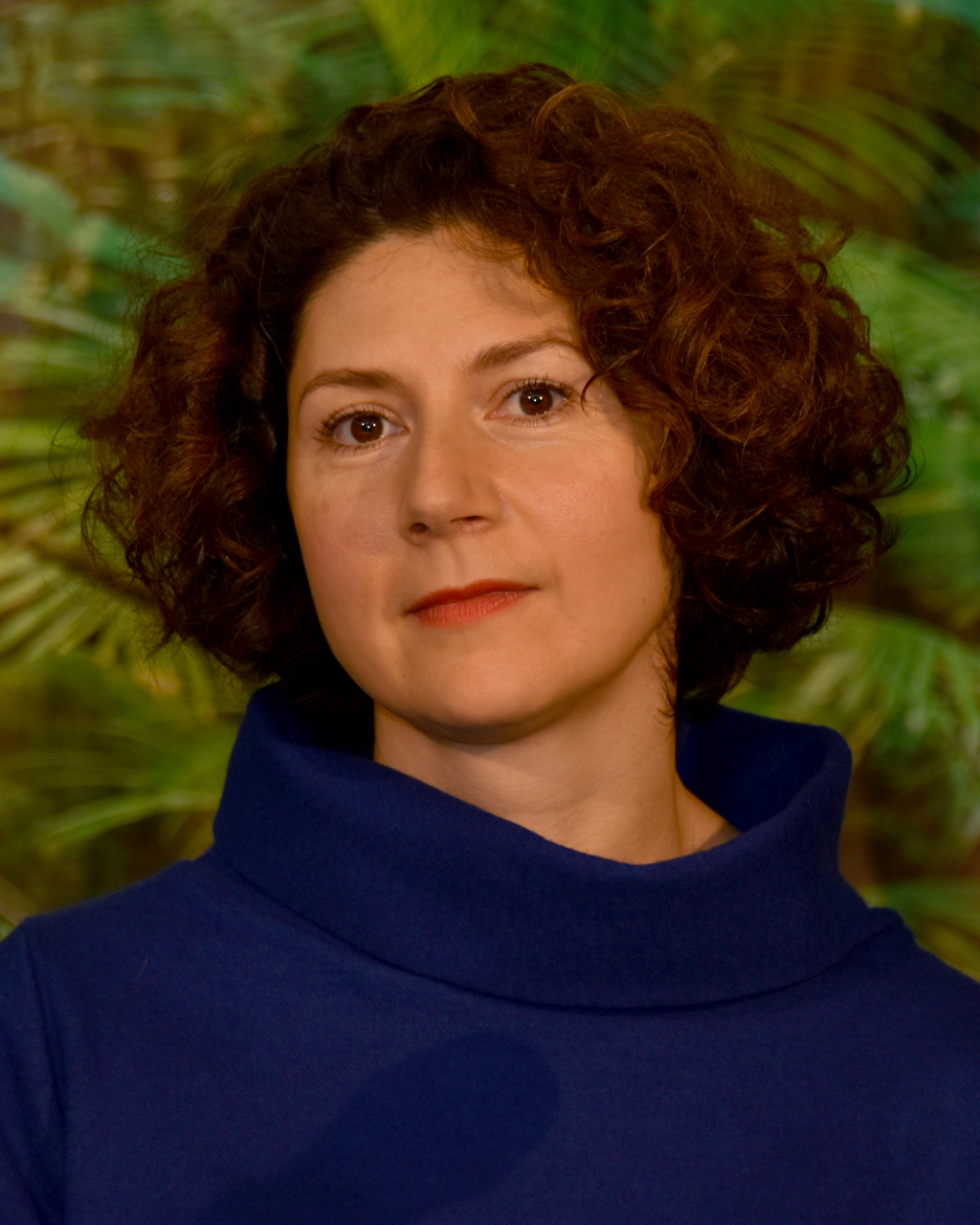
Martha Issová im Jahr 2020

Martha Issová (* 22. März 1981 in Prag, Tschechoslowakei) ist eine tschechische Schauspielerin.

## Leben
Martha Issová wurde in der tschechischen Hauptstadt Prag geboren. Ihre Mutter ist die Schauspielerin Lenka Termerová, ihr Vater der Regisseur Moris Issa. Mit beiden Eltern hat sie im Verlauf ihrer Karriere auch zusammengearbeitet. Sie studierte am Prager Konservatorium Schauspiel, wurde aber im letzten Jahr von der Schule verwiesen, sodass sie das Studium nicht abschloss. Sie studierte später zwei Jahre am Jaroslav-Ježek-Konservatorium das Fach Jazzgesang. Martha spielte später dennoch an mehreren Prager Theatern, darunter das Divadlo Na Fidlovačce, das Divadlo Bez zábradlí, das Divadlo v Řeznické, das Divadlo Černá labuť und das Dejvické divadlo.
Ihre erste Filmrolle hatte sie 1996 in dem Fernsehfilm O princezne, která nesmela na slunce, in dem sie die Prinzessin spielte, ihre Mutter Lenka Termerova die Königin. Seitdem hat sie in mehr als 50 Film- und Fernsehproduktionen mitgewirkt und wurde für ihre Leistungen wiederholt für wichtige nationale Filmpreise nominiert. 2008 wurde sie auf dem Internationalen Filmfestival Karlovy Vary für ihre Rolle in dem Film Die Kinder der Nacht als Beste Darstellerin ausgezeichnet. Sie wurde insgesamt sechsmal für den Český lev („Böhmischer Löwe“) nominiert, zwei Mal konnte sie den Preis entgegennehmen: 2018 für Außerordentliche Leistung im Bereich der audiovisuellen Künste in der Miniserie Dukla 61 und 2023 als Beste Nebendarstellerin im Film Buko.
Dass ihr Vorname mit einem zusätzlichen h geschrieben wird – was im Tschechischen unüblich ist – habe sie ihrem Vater zu verdanken. Dieser sei von Paul McCartneys Lied Martha, my dear inspiriert worden. Eigentlich sollte sie nach dem Wunsch ihrer Mutter Saarah heißen, doch die Eltern einigten sich schließlich auf Martha. Ihr Bruder Philipp arbeitet als Redakteur, ihre Cousine Klára Issová arbeitet ebenfalls als Schauspielerin. Martha Issová hatte Beziehungen mit den Schauspielern Martin Zbrozek und Jakub Prachař. Mit ihrem Lebenspartner, dem Regisseur David Ondříček, den sie im Jahr 2021 heiratete, hat sie zwei Kinder.

## Filmografie
- 2008: Die Kinder der Nacht (Deti noci)
- 2015: Die sieben Raben (Sedmero krkavců)
- 2017: Die Frau des Zoodirektors (The Zookeeper’s Wife)
- 2021: Im Himmel ist auch Platz für Mäuse (Myši patří do nebe) (Stimme)
- 2021: Zátopek
- 2022: Buko
- 2023: We Have Never Been Modern

## Auszeichnungen
- 2019: Český lev – Außerordentliche Leistung im Bereich der audiovisuellen Künste (in der Miniserie Dukla 61)[4]
- 2023: Český lev – Beste Nebendarstellerin (in dem Film Buko)[5]